# 2,4-二叔丁基苯酚
2,4-二叔丁基苯酚是一种有机化合物，化学式为C14H22O。

## 合成
它可由2-叔丁基苯酚和异丁烯在2-叔丁基苯酚铝的催化下反应制得，该反应会同时生成2,6-二叔丁基苯酚和2,4,6-三叔丁基苯酚副产物。

## 反应
它和六氟丙酮在四氯化碳中反应，可以得到3,5-二叔丁基-2-羟基-α,α-二(三氟甲基)苯甲醇。